# Crypturellus strigulosus
El tinamú brasileño (Crypturellus strigulosus) es una especie de ave tinamiiforme de la familia Tinamidae que vive en las selvas húmedas de Sudamérica.

## Etimología
La palabra Crypturellus está formado por tres términos griegos y latinos. kruptos que significa «oculto», oura que significa «cola», y la terminación ellus que implica diminutivo.

## Taxonomía
El tinamú brasilieño no está diferenciado de en subespecies. Como todos los tinamús pertenece a la familia  Tinamidae, que a su vez se engloba dentro de as ratites, pero a diferencia de las grandes ratites los tinamús no han perdido la capacidad de volar.

## Descripción
El tinamú brasileño mide alrededor 28 cm de largo. Sus partes superiores son de color pardo rojizo, tiene la garganta rufa, el pecho gris, el vientre blanquecino, con las patas marrones. La hembra tiene un franjeado negro característico y sus partes superiores son de color ocráceo.

## Comportamiento
El tinamús brasileño se alimenta principalmente de frutos que recolecta en el suelo y en los arbustos bajos. También come pequeños invertebrados, capullos de flores, hojas tiernas, semillas y raíces. 
Los machos se encargan de incubar los huevos que pueden ser de varias hembras, hasta cuatro diferentes, y también se encargan de cuidarlos hasta que son capaces de valerse por sí mismos, generalmente a las 2–3 semanas. Construyen su nido en el suelo entre la vegetación densa.

## Distribución y hábitat
Se encuentra en las selvas amazónicas de Bolivia, Brasil y Perú, hasta los 500 metros de altitud.